# Sydkorea i olympiska sommarspelen 1956
Sydkorea deltog med 35 deltagare vid de olympiska sommarspelen 1956 i Melbourne. Totalt vann de en silvermedalj och en bronsmedalj.

## Medaljer

### Silver
- Song Soon-Chun - Boxning, bantamvikt.

### Brons
- Kim Chang-Hee - Tyngdlyftning.